# Cronologia Perioadei Asuka

## Cronologia Perioadei Asuka (Suiko) (552-710)
552 - Regele regatului Paekche din Coreea, trimite împăratului o statuie din bronz a lui Buddha și sutre budiste, sperând să obțină astfel ajutorul japonezilor pentru apărarea teritoriului împotriva regatului Silla. Astfel budismul este introdus în Japonia. (Cu toate că multe cărți folosesc această dată, există dovezi care denotă anul 538 ca o dată mai exactă.)
562 - Regatul Silla ocupă și anexează Mimana. Trupele japoneze sunt alungate din Coreea.
572-585 - Domnia împăratului Bidatsu.
585-587 - Domnia împăratului Yomei. El este primul împărat care aderă la budism. A îmbrățișat această religie când a fost grav bolnav și a comandat un portret mare al lui Yakushi, în speranța că se va însănătoși. A murit înainte ca acesta să fie terminat iar la terminarea lui a fost așezat în templul Horyuji.
587 - În violentele lupte pentru succesiunea la tron de după moartea lui Yomei, casa Soga (suporterii budismului și a importării culturii chineze) înfrânge casa Mononobe și Nakatomi (care se opuneau budismului și importării culturii chineze) în batălia de la Shigisen, astfel asigurând acceptarea budismului și făcând casa Soga familia conducătoare în Japonia. Soga Umako l-a succedat pe Iname ca Mare Ministru și l-a instalat ca împărat pe Sushun până în anul 592.
592 - Soga Umako pune la cale asasinarea șefului clanului din Campia Yamato (nepotul său) și îl înlocuiește cu nepoata sa, Suiko. Nepotul lui Suiko (al doilea fiu al fostului împărat Yomei, mai apoi cunoscut sub numele de Shōtoku Taishi) este numit moștenitor aparent și regent. El începe un proces asiduu de împrumut din civilizația și cultura chineză și de stabilire a budismului ca religie de stat.
593-628 - Domnia împărătesei Suiko.
595 - Shōtoku Taishi organizează o expediție militară fără succes în Coreea pentru a recuceri Mimana.
602 - Shōtoku Taishi pune la cale o altă expediție militară în Coreea pentru a recuceri Mimana, dar expediția este anulată când conducătorul ei moare subit.
604 - Shōtoku Taishi pune baza "Constituției celor 17 articole" - "Jushichijo no Kempo" (un cod de principii morale și politice organizate în 17 acte). Prin aceasta încearcă centralizarea guvernului și schimbarea sistemul ereditar al birocrației cu unul bazat pe valori. (Cercetătorii din zilele noastre consideră că a fost scris la mult timp după moartea lui Shotoku Taishi.)
607 - Primul sol "oficial" este trimis înChina ca reprezentant al unei Japonii unificate. Se ridică templul Horyuji lângă locul unde va fi orașul Nara.
621 - Shōtoku Taishi moare.
622 - Soga Umako moare. Soga Yemishi devine Mare Ministru.
628 - Împărăteasa Suiko moare. În regatul Yamato se dispută rivalități politice în timpul alegerii succesorului la tron. 
629 - Jomei (nepotul lui Bidatsu) este numit de către Soga Yemishi împarat.
641 - Împăratul Jomei moare.
642-645 - Kogyoku (nepoata lui Bidatsu, și deci din familia Soga) devine împărăteasă.
Format:644 - Lovitura de stat Taika. Naka no Oe (un prinț al casei imperiale și mai apoi împăratul Tenji) pune la cale asasinarea conducătorilor din casa Soga și elimină astfel influența casei Soga.
645 - Imparateasa Kogyoku abdică și Kotoku (un prinț din casa imperială) devine împărat până în anul 654.
646 - Reforma Taika reorganizează sistemul politic și administrativ după modelul chinez. Printre multele schimbări putem aminti: stabilirea unei capitale imperiale permanente, tot pământul este declarat ca aparținând suveranului, familiilor fiindu-le repartizate parcele de pământ în funcție de numărul membrilor din familie. În plus, s-a încercat formarea unei armate naționale. Toți bărbații între 20 și 60 de ani trebuiau să se înroleze la cererea statului - cu posibilitatea de a putea cumpăra serviciul militar. (Acest proiect se va dovedi nerealizabil și va eșua.)
646 - Capitala imperială s-a stabilit la Naniwa. Se anunță numele unei noi ere, Taika.
649 - Se creează opt departamente ale unei noi administrații centrale și birocrația oficială necesară lor. 
652 - Se acordă pentru prima dată suprafețe mari de pământ în zona capitalei. 
655-661 - A doua domnie a împărătesei Kogyoku (își ia numele de Saimei)
661 - Printul Naka no Oe urcă pe tron ca împăratul Tenji.
662 - O mare forță militară japoneză este trimisă în ajutorul regatului Paekche pentru a se apăra împotriva chinezilor, dar această armată este distrusă de flota chineză.
669 - Marele Ministru Kamatari (Nakatomi Kamako) moare și îi este dat numele de familie Fujiwara. Fiul său are patru copii - fiecare dintre ei devenind capul uneia dintre cele patru ramuri ale puternicului clan Fujiwara. De asemenea, el căsătorește fetele din familia Fujiwara cu membri ai familiei regale, proces ce va continua secole.
672 - Împăratul Tenji moare. Luptele pentru tron degenerează într-un război civil, cunoscut ca "tulburarea Jinshin". Fiul lui, Kobun, îl urmează la tron, dar este ucis mai apoi în luptă.
672 - Temmu (un frate mai tânăr al lui Tenji) devine împărat.
682 - Se emite un edict imperial care afirmă că în selectarea oamenilor cu atribuții politice, se va urmări principiul primului născut, apoi personalitatea și în ultimul rând aptitudinile.
685 - Se emite un ordin care afirmă că toate reședințele oficiale din toate provinciile trebuie să conțină un mic altar budist cu o înfățișare budistă și sutre.
686 - Împăratul Temmu moare. Jito devine împărăteasă.
689 - Se emite un nou cod administrativ care tratează funcțiile ministerelor și obligațiile funcționarilor; codul este răspândit funcționarilor guvernamentali.
697 - Împărăteasa Jito moare. Mommu devine împărat până în anul 707.
701 - Se interzice posesia armelor de către persoanele private.
702 - Guvernul central este divizat în două părți: Departamentul de stat (Dajokan) și Departamentul de război (Jingikan). Țara este divizată în 66 de provincii și acestea în 592 districte.
707 - Gemmei devine împărăteasă până în anul 715.
708 - Începe construirea unei noi capitale în zona Nara (Heijokyo).